# Lesya Kalitovska
Lesya Kalitovska, née le 13 février 1988, est une coureuse cycliste ukrainienne. Spécialiste de la poursuite sur piste, elle a remporté plusieurs titres mondiaux et européens dans les catégories juniors et espoirs.

## Biographie
En 2008, elle participe aux championnats du monde de cyclisme sur piste à Manchester. Elle y remporte la médaille d'argent de la poursuite par équipes avec Svitlana Galyuk et Lyubov Shulika. Elle se classe également sixième de la poursuite individuelle. Quelques mois plus tard, aux Jeux olympiques de Pékin, elle remporte la médaille de bronze de cette discipline.
Lesya Kalitovska court également sur route. Elle a été championne d'Ukraine du contre-la-montre en 2007 et est montée sur les podiums de la course en ligne et du contre-la-montre des championnats d'Europe espoirs en 2008 et 2010.

## Palmarès sur piste

### Jeux olympiques
- Pékin 2008
  -  Médaillée de bronze de la poursuite
- Londres 2012
  - 9e de la poursuite par équipes

### Championnats du monde
- Juniors 2005
  -  Championne du monde de poursuite
- Juniors 2006
  -  Championne du monde de poursuite
- Manchester 2008
  -  Médaillée d'argent de la poursuite par équipes (avec Svitlana Galyuk et Lyubov Shulika)
- Pruszkow 2009
  - 5e de l'omnium
- Apeldoorn 2011
  - 8e de la poursuite par équipes
- Melbourne 2012
  - 16e du scratch

### Coupe du monde
- 2006-2007
  - 2e du scratch à Moscou

- 2007-2008
  - 1re de la poursuite par équipes à Sydney (avec Svitlana Galyuk et Elizaveta Bochkariova)
  - 1re de la poursuite par équipes à Pékin (avec Svitlana Galyuk et Lyubov Shulika)
  - 1re de la poursuite à Los Angeles
  - 3e de la poursuite par équipes à Sydney

- 2008-2009 
  - 3e de la poursuite par équipes à Manchester
  - 3e de la poursuite par équipes à Melbourne

- 2009-2010
  - 3e de la poursuite à Melbourne

- 2011-2012
  - 3e de la poursuite à Cali
  - 3e du scratch à Londres

### Championnats d'Europe
- 2005
  -  Championne d'Europe de poursuite juniors

- 2006
  -  Championne d'Europe de poursuite juniors

- 2007
  -  Championne d'Europe de poursuite espoirs

- 2009
  -  Championne d'Europe de poursuite par équipes espoirs (avec Svitlana Galyuk et Anna Nagirna)
  -  Médaillée d'argent de poursuite espoirs
  -  Médaillée de bronze de la course aux points espoirs

### Autres
- 2011
  -  Médaillée d'or de la course aux points à l'Universiade d'été
  -  Médaillée d'argent de la poursuite à l'Universiade d'été

## Palmarès sur route
- 2006
  -  2e du championnat du monde du contre-la-montre juniors

- 2007
  -  Championne d'Ukraine du contre-la-montre

- 2008
  - 2e du championnat d'Ukraine du contre-la-montre
  -  2e du championnat d'Europe sur route espoirs
  -  3e du championnat d'Europe du contre-la-montre espoirs

- 2010
  -  2e du championnat d'Europe sur route espoirs